# La Pantera Rosa colpisce ancora
La Pantera Rosa colpisce ancora (The Return of the Pink Panther) è un film del 1975 diretto da Blake Edwards.

## Trama
Il maldestro ispettore francese Clouseau è stato temporaneamente retrocesso a semplice agente dal suo capo, l'ispettore capo Charles Dreyfus, che lo disprezza fino all'ossessione. Tuttavia, il governo francese costringe Dreyfus a reintegrare Clouseau come ispettore della Sûreté in modo che possa andare nella fittizia nazione mediorientale di Lugash per indagare sul furto del favoloso diamante Pantera Rosa, che è stato nuovamente rubato.
Le indagini di Clouseau al Museo Nazionale di Lugash, che quasi distrugge con i suoi modi goffi, lo portano a credere che Sir Charles Litton, il famigerato "fantasma", stia ricreando la rapina più famigerata della sua carriera. Clouseau è felice di questo e vede questa come la sua unica possibilità di vendicarsi di Litton per averlo incastrato e averlo temporaneamente mandato in prigione. Sebbene Clouseau non riesca a scoprire alcun indizio sul furto, il suo comportamento maldestro gli consente di sopravvivere a diversi attentati alla sua vita da parte di un misterioso assassino. Dopo aver tracciato e quasi demolito il Litton Manor a Nizza, Clouseau viene indotto a lasciare la Francia. Segue la moglie di Sir Charles, Lady Claudine in un resort hotel a Gstaad in Svizzera, dove i suoi tentativi di indagare su di lei falliscono ripetutamente.
Nel frattempo, in Inghilterra, Sir Charles viene a sapere del furto e si rende conto di essere stato incastrato. Si reca a Lugash per indagare, incontrando varie figure della malavita di vecchia conoscenza, e sventa diversi attentati alla sua vita. Litton alla fine riesce a scoprire che il ladro del diamante è sua moglie, Lady Claudine. Poiché erano entrambi annoiati dal loro tranquillo ritiro, lei ha rubato il diamante per la sua stessa eccitazione. Sir Charles scappa audacemente da Lugash e va a Gstaad per trovare sua moglie e il diamante per riabilitare il suo nome.
L'ispettore Clouseau, che è stato inconsapevolmente sulle tracce del vero ladro da sempre, riceve una telefonata dall'ispettore capo Dreyfus che gli dice di arrestare Lady Claudine. Tuttavia, quando Clouseau richiama Dreyfus per chiedere perché, viene informato che Dreyfus è appena andato in vacanza. Dreyfus, ora rivelatosi essere il sicario che cerca di uccidere Clouseau, si prepara a sparargli con un fucile da cecchino non appena entra nella stanza di Lady Claudine.
Lady Claudine confessa scherzosamente il furto a suo marito e gli consegna il diamante, in modo che possa provare la sua innocenza. Vengono messi alle strette dal colonnello Sharky della polizia segreta di Lugash, che intende ucciderli entrambi. Si scopre che egli ha usato il furto del diamante come scusa per eliminare i suoi avversari politici. Proprio in quel momento, Clouseau irrompe nella stanza per arrestare i Litton. Sir Charles fa notare che il colonnello Sharky li ucciderà tutti. Improvvisamente, Dreyfus apre il fuoco sulla stanza e riesce a uccidere accidentalmente Sharky mentre mira a Clouseau, che si è abbassato all'ultimo minuto. Durante la mischia, Clouseau è costretto a permettere ai Litton di fuggire.
Per aver recuperato ancora una volta la Pantera Rosa, Clouseau viene promosso ispettore capo, mentre Sir Charles riprende la sua carriera come ladro di gioielli. In un ristorante giapponese nell'epilogo, Cato attacca di nuovo inaspettatamente Clouseau e scatena una massiccia rissa, distruggendo il locale.
In una scena post titoli di coda, Dreyfus è rinchiuso in un manicomio per le sue azioni, dove è in camicia di forza all'interno di una cella imbottita e giura vendetta su Clouseau.

## Produzione
Nei primi anni settanta Blake Edwards scrisse circa 15-20 pagine di una sceneggiatura per un altro film della serie della Pantera Rosa e la sottopose al produttore Walter Mirisch. Entusiasta dell'idea, il produttore propose il progetto alla United Artists che però respinse l'offerta in quanto lo studio non era interessato a lavorare ancora con Edwards e Peter Sellers, le cui carriere erano ormai in declino.
Il produttore britannico Lew Grade accettò di finanziare due film di Blake Edwards come parte di un accordo di scambio per ottenere la partecipazione della moglie di Edwards, Julie Andrews, in uno speciale televisivo. Il primo film fu Il seme del tamarindo che si rivelò un fiasco al botteghino. Edwards avrebbe quindi voluto dirigere un altro film ambientato in Canada intitolato Rachel and the Stranger, ma a Grade l'idea non piacque e si offrì di recedere dall'accordo per un secondo film. Edwards voleva comunque girare un'altra pellicola, per ristabilire la propria reputazione di regista di successo a Hollywood. Allora Grade gli suggerì di girare un altro film della serie della Pantera Rosa con Peter Sellers. Edwards accettò a patto che fosse garantita la presenza di Sellers.
Richard Williams si occupò delle sequenze animate dei titoli di testa e di coda di questo film e di La Pantera Rosa sfida l'ispettore Clouseau, in quanto lo studio DePatie–Freleng era impegnato nella realizzazione dei cartoni animati della Pantera Rosa e di altri progetti. Williams si avvalse della collaborazione di due noti animatori, Ken Harris e Art Babbitt.
Carol Cleveland, meglio conosciuta per le apparizioni regolari in Monty Python's Flying Circus, ha un piccolo ruolo come tuffatrice in piscina.
La colonna sonora del film realizzata da Henry Mancini venne pubblicata su disco dalla RCA Records.

## Distribuzione
In Italia, nonostante la pellicola fosse stata distribuita nelle sale con il titolo La Pantera Rosa colpisce ancora, la versione in VHS apparve con il titolo Il ritorno della Pantera Rosa, che traduce in modo più letterale il titolo originale inglese. 
La versione in DVD del 2006 invece riporta in copertina il titolo La Pantera Rosa colpisce ancora, ma nell'immagine il titolo originale The return of the Pink Panther è stato sottotitolato con l'ulteriore dicitura Il ritorno della Pantera Rosa.